# Il ritorno di Diana
Il ritorno di Diana (El extraño retorno de Diana Salazar) è una telenovela messicana del 1988, interpretata da Lucía Méndez e Jorge Martínez. Lo sceneggiato tratta l'insolito tema della reincarnazione e della parapsicologia, con una doppia ambientazione: la prima nel XVII secolo e la seconda nel XX secolo.
Questa è l'unica telenovela messicana alla quale prese parte l'attore argentino Jorge Martínez.

## Trama
Messico, 1640. Donna Leonora di Santiago è una giovane nobildonna che possiede delle particolari facoltà mentali, quali la telecinesi e la premonizione. La ragazza è promessa in sposa a Don Eduardo de Carbajal, un giovane cavaliere del quale è profondamente innamorata. L'uomo era rimasto incantato dalla bellezza della donna tanto da rompere la sua precedente relazione con Donna Lucrezia Trevino, che prova pertanto un profondo odio per Leonora.
Il giorno in cui viene annunciato il fidanzamento di Leonora ed Eduardo, la perfida Lucrezia rivela pubblicamente i poteri paranormali della ragazza, accusandola di stregoneria in presenza di un ufficiale dell'inquisizione che era stato invitato ai festeggiamenti. Leonora, presa dal panico, provoca con le sue facoltà mentali la caduta di un grande lampadario, venendo immediatamente arrestata per stregoneria insieme ad Eduardo, che aveva attaccato le guardie cercando di impedire l'arresto. I due giovani verranno bruciati vivi insieme sul rogo, dove si giureranno amore eterno.
Nel XX secolo una ragazza, Diana Salazar, è perseguitata da un sogno ricorrente che vede la morte di Leonora ed Eduardo sul rogo. La giovane è in cura dalla dottoressa Irene del Conde, un'esperta in parapsicologia che studia il suo sogno e gli eccezionali poteri medianici della donna. Diana è in realtà la reincarnazione di Leonora di Santiago, e non immagina minimamente che la sua psichiatra è in realtà proprio Lucrezia Trevino. La lotta tra le due donne si riaccenderà, a distanza di tre secoli, con l'arrivo in città di Mario Villareal, un ingegnere argentino nel cui volto Diana riconosce quello di don Eduardo. Irene, allora, con l'aiuto del dottor Omar Santelmo, che mira ai poteri medianici di Diana per il proprio tornaconto, cercherà in ogni modo di ostacolare l'amore dei due giovani.

## Sigla
Nel corso delle prime puntate, la sigla originale della telenovela era il brano Un alma en pena, cantato dalla stessa Lucía Méndez. Contenendo il testo della canzone dei riferimenti blasfemi (parlava dei "sacerdoti infami") la canzone venne presto sostituita, per volere del direttore di Televisa, con il brano Morir un poco sempre cantato dalla stessa Mendez, mentre per la versione italiana è stato utilizzato un brano strumentale.